# 쓰나미예보
쓰나미예보(일본어: 津波予報 쓰나미요호[*])란 일본 기상청이 지진 발생 이후 쓰나미로 인한 지진재해 발생 우려가 없을 경우 발표하는 예보이다. 그 외에도 쓰나미주의보가 해제된 이후에도 쓰나미로 해수면 변동이 지속될 가능성이 높은 경우 쓰나미예보를 발표하여 바닷속 작업, 낚시, 해수욕 등 바다 인근에서 활동에 유의해달라는 내용을 발표한다.

## 발표 내용

### 쓰나미의 우려가 없는 경우
지진이 발생했으나 쓰나미가 발생할 우려가 없는 경우, 지진정보에 포함하는 형태로 "쓰나미의 우려 없음"이라는 쓰나미예보를 발표한다.

### 약간의 해수면 변동이 예상되는 경우
쓰나미주의보의 기준인 20 cm 이하의 약간의 해수면 변동이 예상되는 경우 지진정보에 "약간의 해수면 변동이 있을 순 있으나, 피해가 일어날 우려 없음"이라는 내용으로 쓰나미예보를 발표한다. 이 경우 해수면 변동이 예상되는 쓰나미 예보구에 쓰나미예보가 발표된다.

### 쓰나미주의보가 해제된 경우
쓰나미주의보가 해제된 이후에도 쓰나미로 일정한 주기의 해수면 변동이 관측되고 있으며, 앞으로도 해수면 변동이 지속될 가능성이 높은 경우 바다속 작업, 낚시, 해수욕 등의 활동에 큰 유의가 필요하다는 유의사항이 포함된 쓰나미예보를 발표한다.

## 같이 보기
- 쓰나미경보
- 쓰나미정보